# Đerekari
Đerekari (em cirílico: Ђерекари) é uma vila da Sérvia localizada no município de Brus, pertencente ao distrito de Rasina. A sua população era de 17 habitantes segundo o censo de 2011.

## Demografia
| 1948 | 1953 | 1961 | 1971 | 1981 | 1991 | 2002 | 2011 |
| ---- | ---- | ---- | ---- | ---- | ---- | ---- | ---- |
| 82   | 79   | 80   | 70   | 46   | 37   | 23   | 17   |